# Bielnik Drugi
Bielnik Drugi (Duits: Ellerwald) is een plaats in het Poolse district  Elbląski, woiwodschap Ermland-Mazurië. De plaats maakt deel uit van de gemeente Elbląg en telt 280 inwoners.